# Peder Vilhelm Jensen-Klint
Peder Vilhelm Jensen-Klint (21 de junio de 1853 – 1 de diciembre de 1930) fue un arquitecto, diseñador, pintor y teórico de la arquitectura danés, conocido sobre todo por diseñar la iglesia de Grundtvig en Copenhague. Su estilo expresionista se basa en gran medida en las tradiciones góticas escandinavas de ladrillo.
Jensen-Klint era el padre del también arquitecto Kaare Klint, que asumió la responsabilidad de terminar las obras de la iglesia de Grundtvig tras la muerte de su padre en 1930.

## Primeros años y carrera
Peder Vilhelm Jensen-Klint nació en 1853 como Peder Vilhelm Jensen, pero cambió su nombre el 10 de noviembre de 1890. Fue admitido en la Escuela de Tecnología Avanzada en 1870 y se graduó como ingeniero de edificación en 1877. Uno de sus profesores fue Johan Daniel Herholdt — quien con su Biblioteca de la Universidad de Copenhague inició una tendencia en el uso de ladrillos rojos para edificios emblemáticos de la arquitectura danesa — e influyó enormemente en la comprensión de Jensen-Klint de los materiales y en su conocimiento de las primeras tradiciones arquitectónicas danesas. En mayo de 1878, Jensen-Klint fue admitido en la Escuela de Pintura de la Real Academia Danesa de Bellas Artes, donde tomó todas las clases pero nunca se graduó. Quería seguir la carrera de artista, pero tuvo que enseñar matemáticas para ganarse la vida. Al final tuvo que renunciar a sus aspiraciones de vivir como artista y de 1889 a 1897 trabajó como ayudante del ingeniero municipal de Copenhague y de 1892 a 1916 también dio clases de dibujo en la Real Universidad Veterinaria y Agrícola. En 1891 viajó por Italia y en 1910 visitó Inglaterra.

## Un gran avance como arquitecto

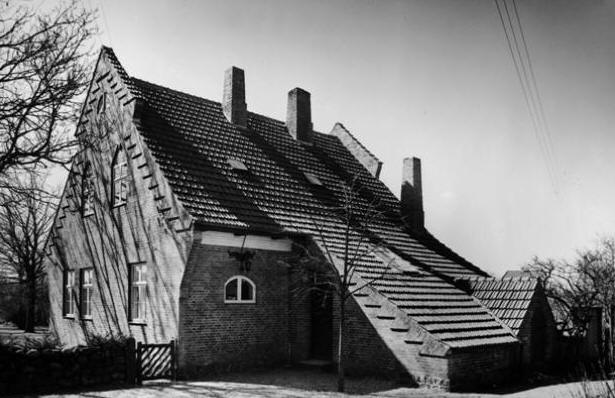
La casa de Thorkild Aagaard

Jensen-Klint se interesó cada vez más por la arquitectura y su primera obra fue una villa en Hellerup, diseñada para un buen amigo, el orfebre W. Holm, tras un pequeño concurso privado en el que también participó el arquitecto Eugen Jørgensen. Después siguieron varias villas más en la misma zona, todas ellas muestra de diversos experimentos con mampostería de ladrillo rojo. Tras finalizar la Casa del Gimnasio de Frederiksberg, fue admitido en el Colegio de Arquitectos de Dinamarca a pesar de carecer de formación académica. Su principal fuente de inspiración fueron las casas solariegas danesas, las iglesias y las robustas y sencillas casas barrocas. 
En 1907 diseñó una casa para el compositor danés Thorvald Aagaard en Ryslinge, en la isla de Fionia, y posteriormente otra casa en Svendborg . 

## Bellas artes y artes decorativas

### Pintura y obra escultórica
Como pintor, Jensen-Klint se centró primero en la pintura de paisajes hasta que Carl Bloch sustituyó a Jørgen Toed como profesor de la Academia. Tras abandonar la carrera artística, siguió pintando ocasionalmente, pero también empezó a interesarse por la escultura. Participó en el concurso para una nueva fuente para Amagertorv, en Copenhague, que dio lugar a la Fuente de la Cigüeña, con una obra que representaba a un alegre campesino de Amager sentado sobre una cabeza de repollo (1890).

### Ceramics
Inspirado por Joakim Skovgaard, también empezó a trabajar la cerámica y, con el tiempo, otras obras decorativas como lápidas, encuadernaciones y, sobre todo, muebles.

## Edificios seleccionados
- Villa for W. Holm (Sofievej 27), Hellerup (1896)
- Gym House (Vodroffsvej 49-51), Frederiksberg (1898)[4]
- Sala de espera del tranvía Bien, Trianglen, Copenhague
- Villa Rødsten (Onsgårdsvej 12), Hellerup (1905–06)
- Casa de Aagaard, Ryslinge, Funen (1907–08)[3]
- Casa de Bentzon, Svendborg, Funen (1908)[3]
- Iglesia de Anna, Nørrebro, Copenhague (1911, construcción 1913–14, 1921, 1924–28)
- Iglesia de Gedser, Gedser, Falster (1913–15)
- Iglesia de Grundtvig, Bispebjerg, Copenhague (1913, construcción 1921–40)
- Casa (Høyrups Allé 35), Hellerup (1915)
- Casa (Gardes Allé 36), Hellerup (1915–20)
- Klintegården, Nyrup Strand (1916–17)

- Iglesia de San Hans Tveje, Odense, Odense (1916–20)

- Iglesia de Grundtvig, Bispebjerg, Copenhague (1924–26)

- Iglesia de Belén, Copenhague (con Kaare Klint, 1930)

## Gallery

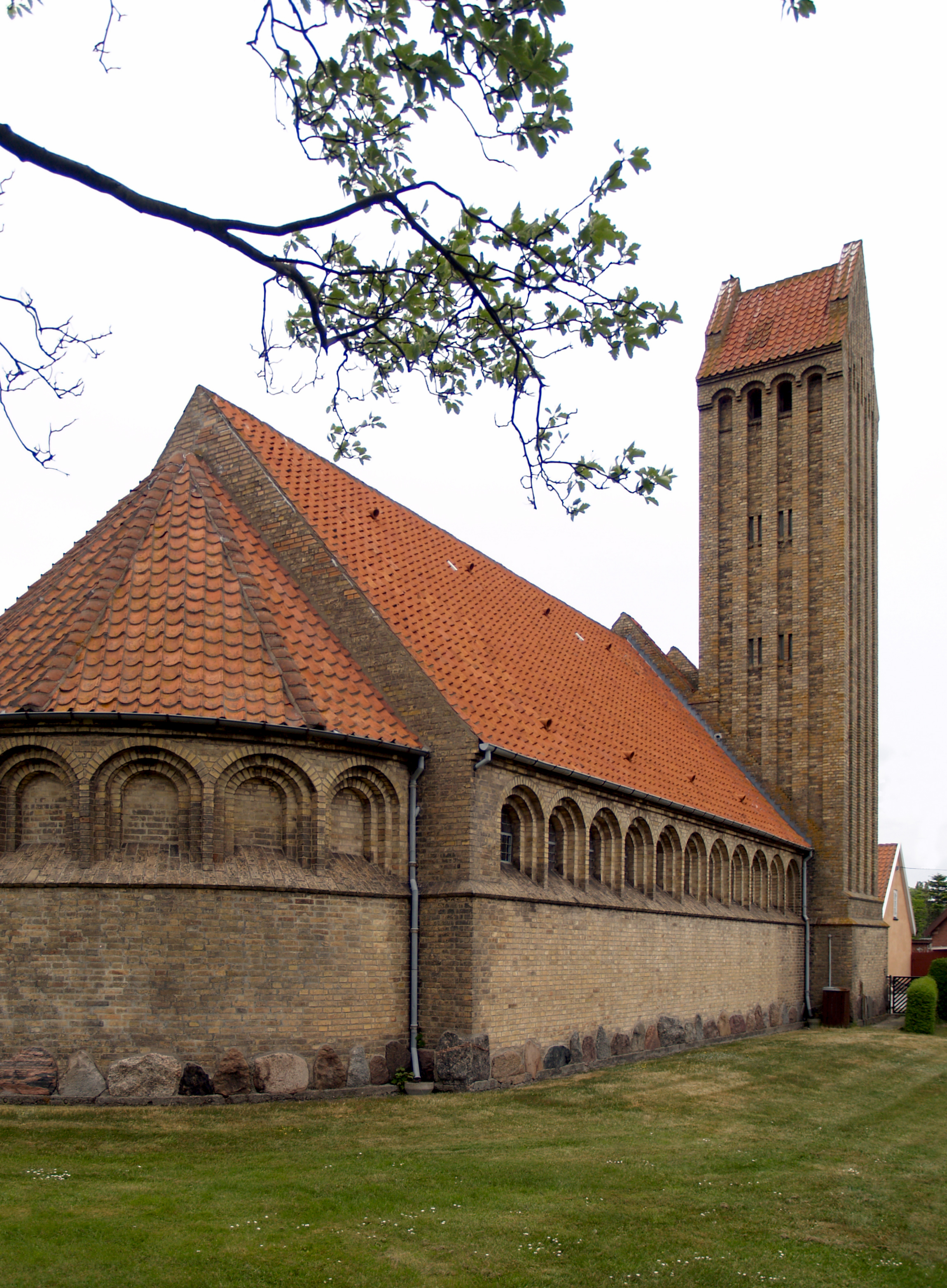
Iglesia de Gedser, Gedser Denmark
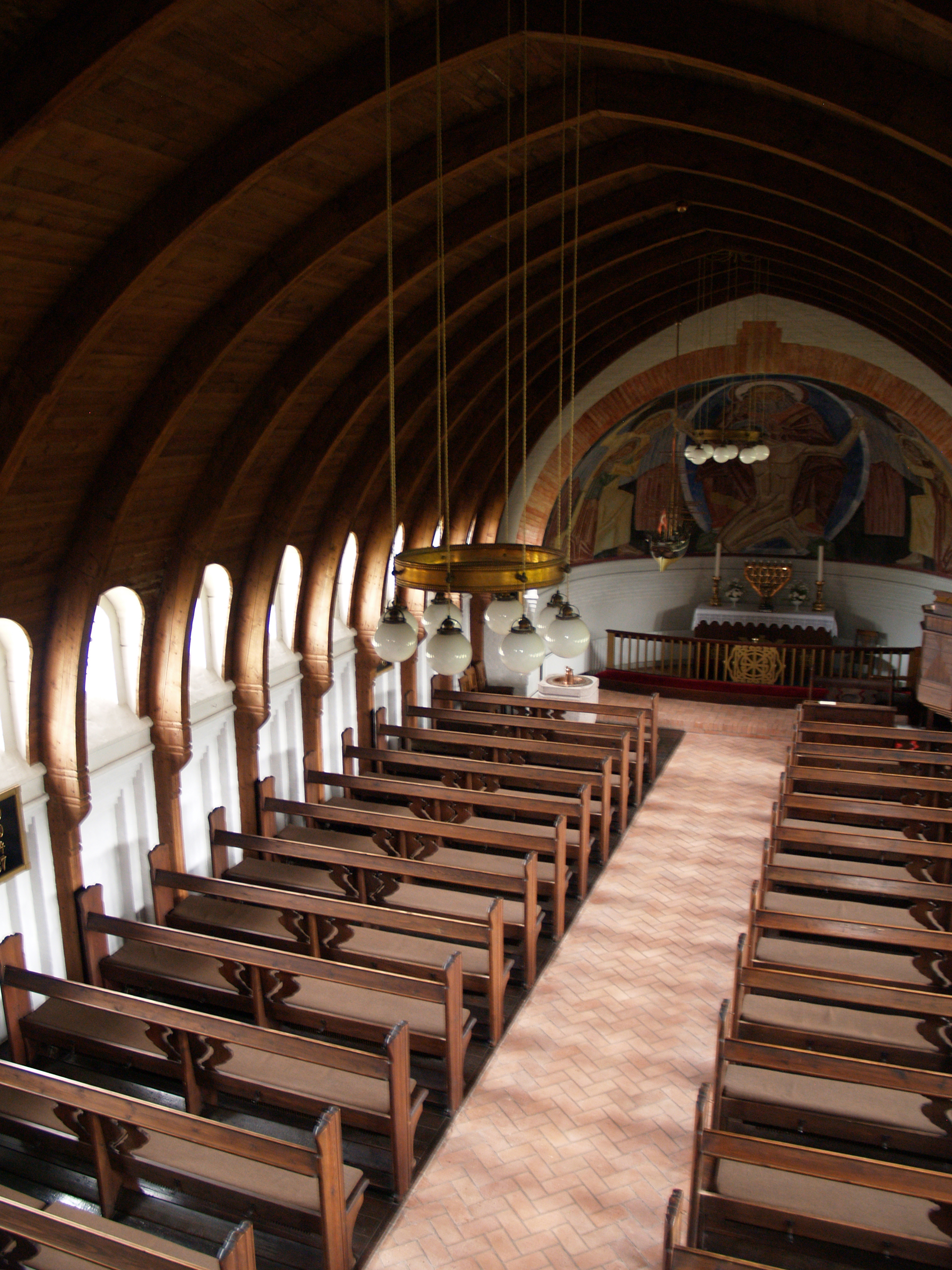
Iglesia de Gedser
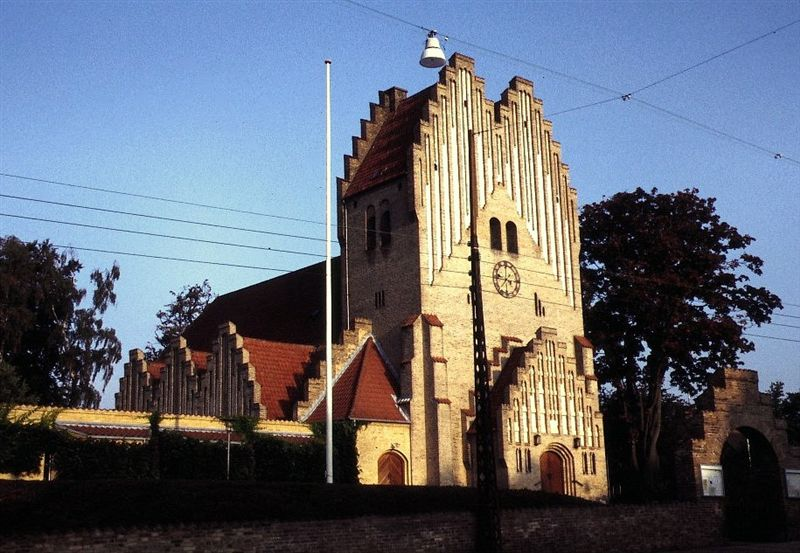
Iglesia de la Paz, Odense
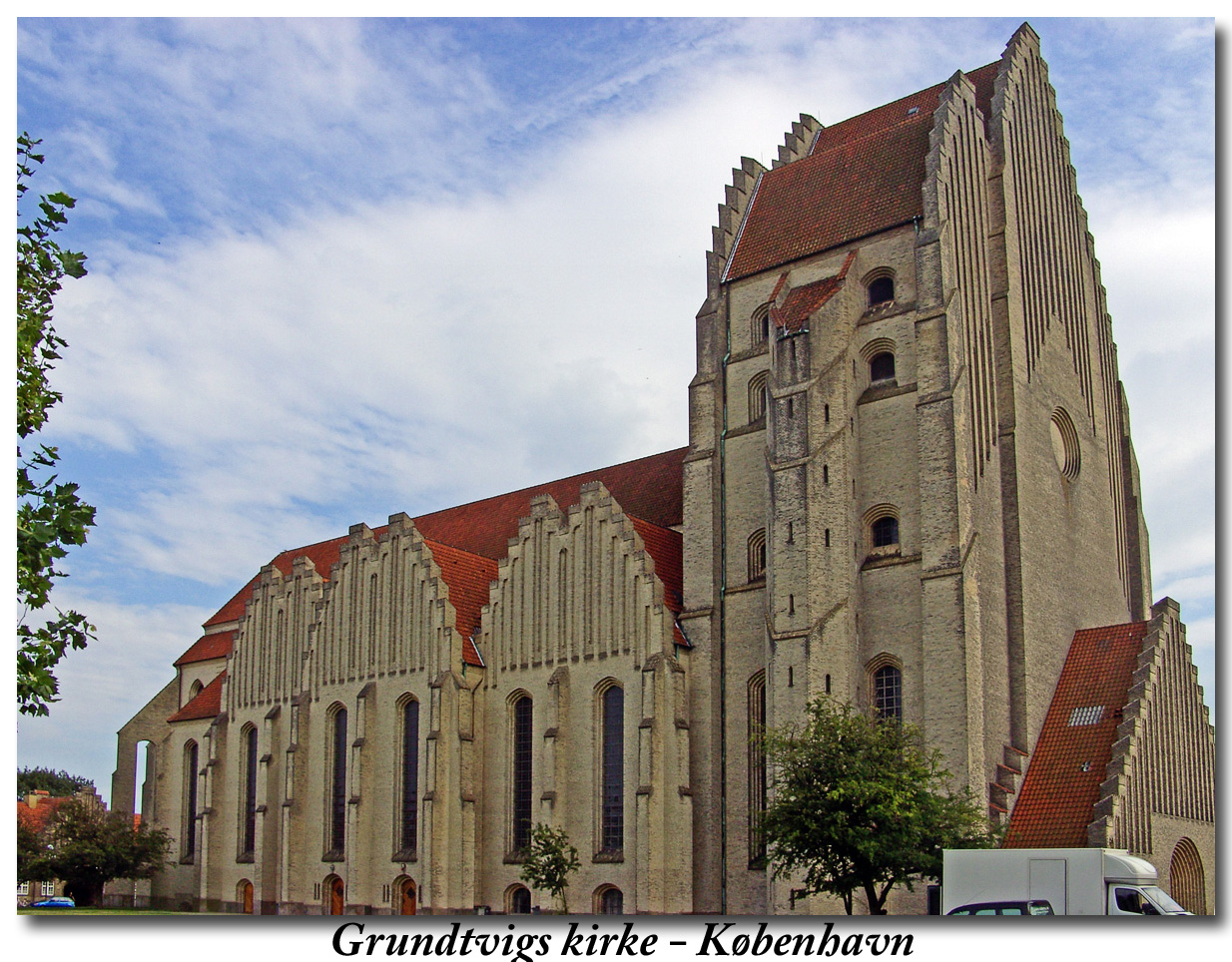
Iglesia de Grundtvig
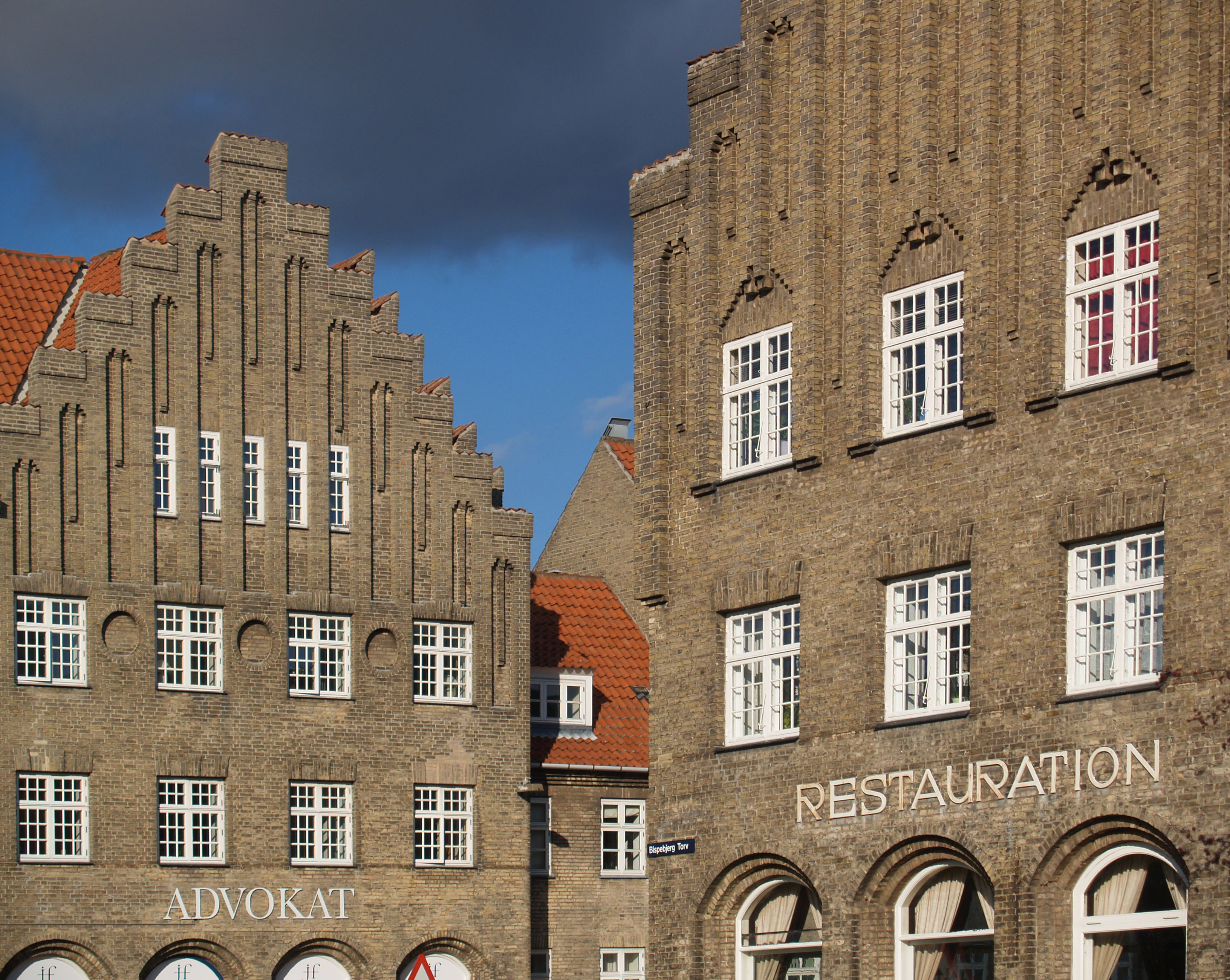
Casas alrededor de la iglesia de Grundtvig
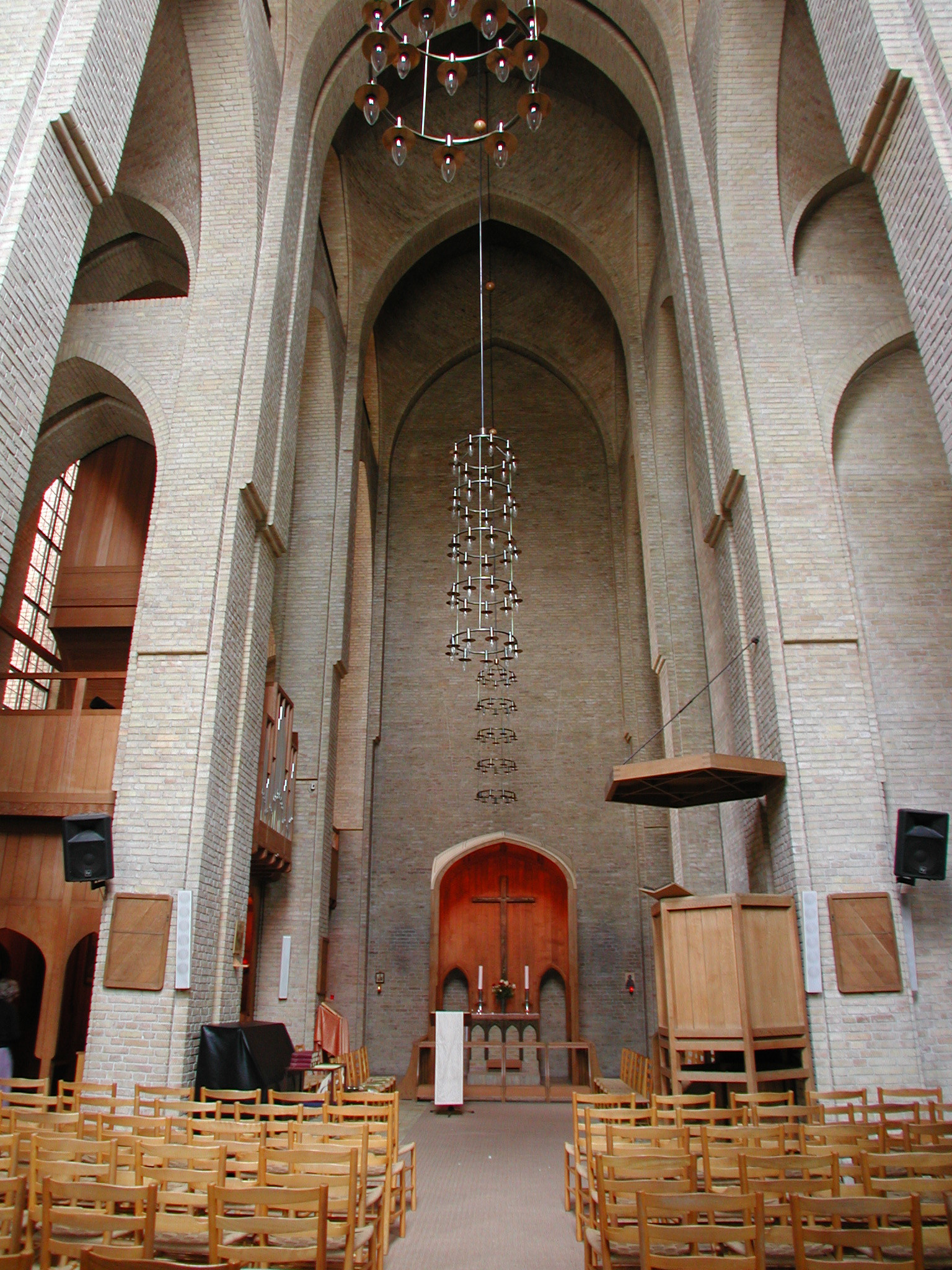
Iglesia de Belén, Copenhague